# Neolochmaea immaculata
Neolochmaea immaculata es una especie de insecto coleóptero de la familia Chrysomelidae.
Fue descrita científicamente en 1938 por Blake.